# Willa dr. Byrkowskiego
Willa dr. Byrkowskiego – jedno z czterech więzień i aresztów funkcjonujących w czasie okupacji niemieckiej na terenie Buska-Zdroju. Było zlokalizowana przy wejściu na buską starówkę, przy al. Mickiewicza 7. W okresie okupacji niemieckiej budynek stał się miejscem kaźni mieszkańców Kreishauptmannschaft Busko.

## Historia budynku
Willa „Polonia” została wybudowana ok. 1900 roku przez dr. Juliana Majkowskiego. Stanowiła klasyczny przykład zabudowy uzdrowisk na przełomie XIX i XX wieku. W 1905 roku budynek zakupił dr Antoni Sulimierski, kolejnym właścicielem był dr Leopold Byrkowski. 10 czerwca 1938 roku, na łożu śmierci, sporządził publiczny testament (w obecności notariusza i czterech świadków) i zapisał willę „Polonię” „Bratniej Pomocy” przy Uniwersytecie im. Marszałka Józefa Piłsudskiego w Warszawie. 

### Okres II wojny światowej
W czasie II wojny światowej dawną willę „Polonia” nazywano „Willą dr. Byrkowskiego”. Niemieckie władze okupacyjne zorganizowały w budynku siedzibę Sądu Specjalnego (Sondergerichtu), stał się on też miejscem kaźni mieszkańców Kreishauptmannschaft Busko.

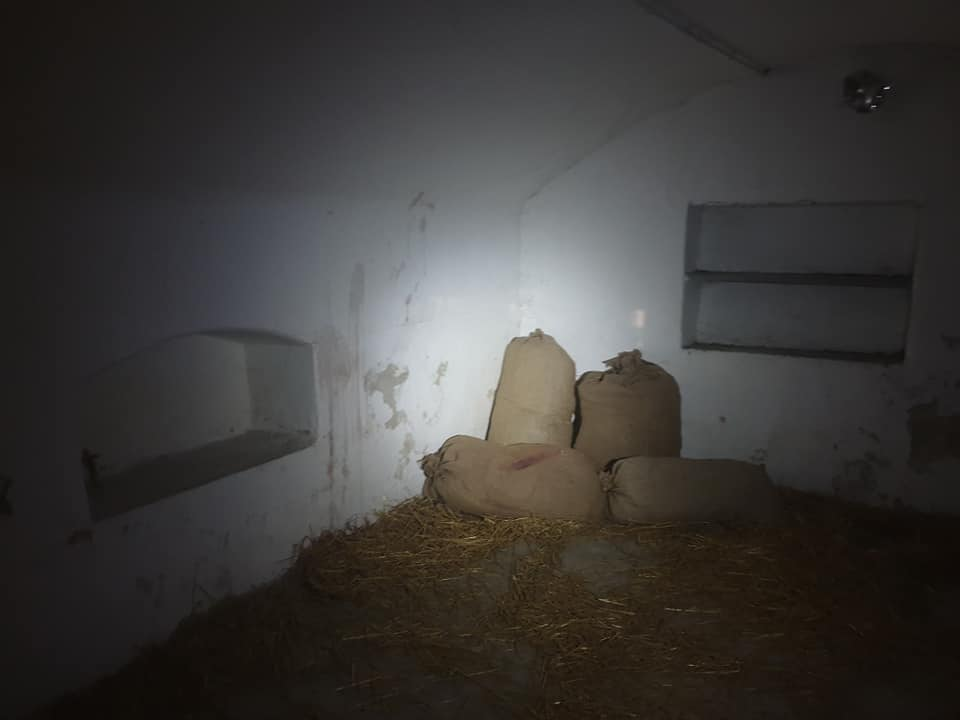
Cela w willi dr. Byrkowskiego. Widok obecny

Liczba osób, które były przetrzymywane w willi jest trudna do ustalenia. Największa eskalacja terroru na obszarze Kreishauptmannschaft Busko miała miejsce w latach 1943-1944 – to właśnie w tym okresie w willi dr. Byrkowskiego więziono największą liczbę osób. Znaczną część spośród nich stanowili żołnierze Armii Krajowej oraz Batalionów Chłopskich. Służbę wartowniczą na terenie więzienia pełnili członkowie Sonderdienstu, którzy pilnowali więźniów, doprowadzali ich na przesłuchania oraz brali udział w ich torturowaniu. Jako celę dla osadzonych wykorzystywano pomieszczenie przerobione z magazynu. Było ono całkowicie pozbawione kanalizacji, więźniowie korzystali z dostarczonego im wiadra. Brak wentylacji powodował duchotę spotęgowaną odorem fekaliów. Szczególnie trudne warunki panowały tam podczas gorących miesięcy letnich, zwłaszcza w momencie kiedy w celi (przeznaczonej pierwotnie dla 4 osób) przebywało ok. 20. więźniów.
Więźniowie otrzymywali znikome wyżywienie, strażnicy uniemożliwiali też dostarczanie paczek żywnościowych przez członków rodzin osadzonych. Strażnicy poddawali ich presji psychicznej i torturom. W przedsionku piwnicy, w której znajdowała się cela, stała pusta trumna wyeksponowana tak aby zobaczył ją każdy nowo przybywający więzień. Przesłuchania były prowadzone na pierwszym piętrze willi, gdzie znajdował się dostosowany do tego celu pokój. Więźniów krępowano w specjalnym fotelu, na którym podczas przesłuchań wyrywano im paznokcie, zęby oraz łamano kości. Przy torturach używano bykowców, kijów dębowych, pieców elektrycznych z płytą, żelazek elektrycznych oraz kleszczy do ściskania rąk i nóg. Przesłuchiwanym rozgniatano również palce butami, wlewano wodę do nosa oraz szczuto psami. Stosowano również tzw. huśtawkę - więźnia wieszano na kiju, a następnie go bito. Torturami zajmowali się członkowie Sondergerichtu – Max Peter oraz Gustaw Kühn, w torturach brał udział również członek Policji Bezpieczeństwa (Sicherheitspolizei) Johann Hansel zwany przez miejscową ludność Hansem. 12 lipca 1944 grupa bojowa Armii Krajowej, w odwecie za zbrodnie popełniane na polskiej ludności, dokonała udanego zamach na Maksa Petersa.
Niejednokrotnie w willi dr. Byrkowskiego zdarzały się przypadki zakatowania więźniów. Zwłoki ofiar obdzierano z ubrań, które magazynowano w jednym z pomieszczeń w budynku. W marcu 1944 roku w willi dr. Byrkowskiego zamordowano 9 mężczyzn i 1 kobietę, których nazwisk nie udało się ustalić. Większość osób zmarła wskutek tortur, jednak co najmniej 2 zabito strzałami w głowę. Zwłoki zamordowanych ułożono w dzień targowy rzędem na rogu ul. Kościuszki i ul. Mickiewicza. Stanisław Siemieniec, mieszkaniec Łatanic, wspominał:

śnieg topniał i wraz ze śniegiem spływała spod nich krew.

W późniejszym okresie jeden ze świadków, Władysław Walasek, na podwórzu willi dr. Byrkowskiego widział leżących obok siebie 20 mężczyzn, nie dających znaku życia.
Więźniów przeznaczonych do osadzenia w niemieckich obozach koncentracyjnych przewożono do więzień w Pińczowie lub w Kielcach (tereny Kreishauptmannschaftu Busko były pozbawione linii kolejowych) lub rozstrzeliwano na terenie Lasów: Wełeckiego, Winiarskiego oraz Widuchowskiego. Zdarzały się również przypadki mordowania więźniów osadzonych w willi dr. Byrkowskiego na pobliskiej alei Mickiewicza. Zbrodni dokonywano prowadząc ich najprawdopodobniej w kierunku willi „Wersal” zlokalizowanej w dolnej części alei Mickiewicza. Pozorując próbę ucieczki zastrzelono w ten sposób 17 lutego 1943 r. Stefana Kozerę – mieszkańca Smogorzowa. Najprawdopodobniej 30 października 1943 roku Wiesława Dytkowskiego – mieszkańca Buska-Zdroju wyprowadzono na pobliską aleję Mickiewicza. Żandarm niemiecki kazał mu biec, po czym oddał do niego strzał. Wiesławowi Dytkowskiemu udało się zbiec. Zdarzały się nieliczne ucieczki. W lipcu 1943 roku Henryk Banasik korzystając z okazji, że żandarm kazał mu wynieść kubeł z nieczystościami na podwórze, uciekł. Kolejna ucieczka miała również miejsce w lipcu kiedy to Józef Skwark, Franciszek Zawierucha, Wojciech Stolarski oraz Antoni Koźbiał – mieszkańcy wsi Zofiówka wykorzystując nieuwagę wartowników, opuścili teren aresztu. 
Od 1943 roku władze okupacyjne stopniowo rezygnowały z wykorzystania willi dr. Byrkowskiego w dotychczasowym charakterze. Osadzonych przenoszono do więzienia przy ul. Kościelnej (dzisiejsza ul. Sądowa), od wiosny 1944 roku przesłuchania odbywały się wyłącznie w tym budynku.

### Po wojnie

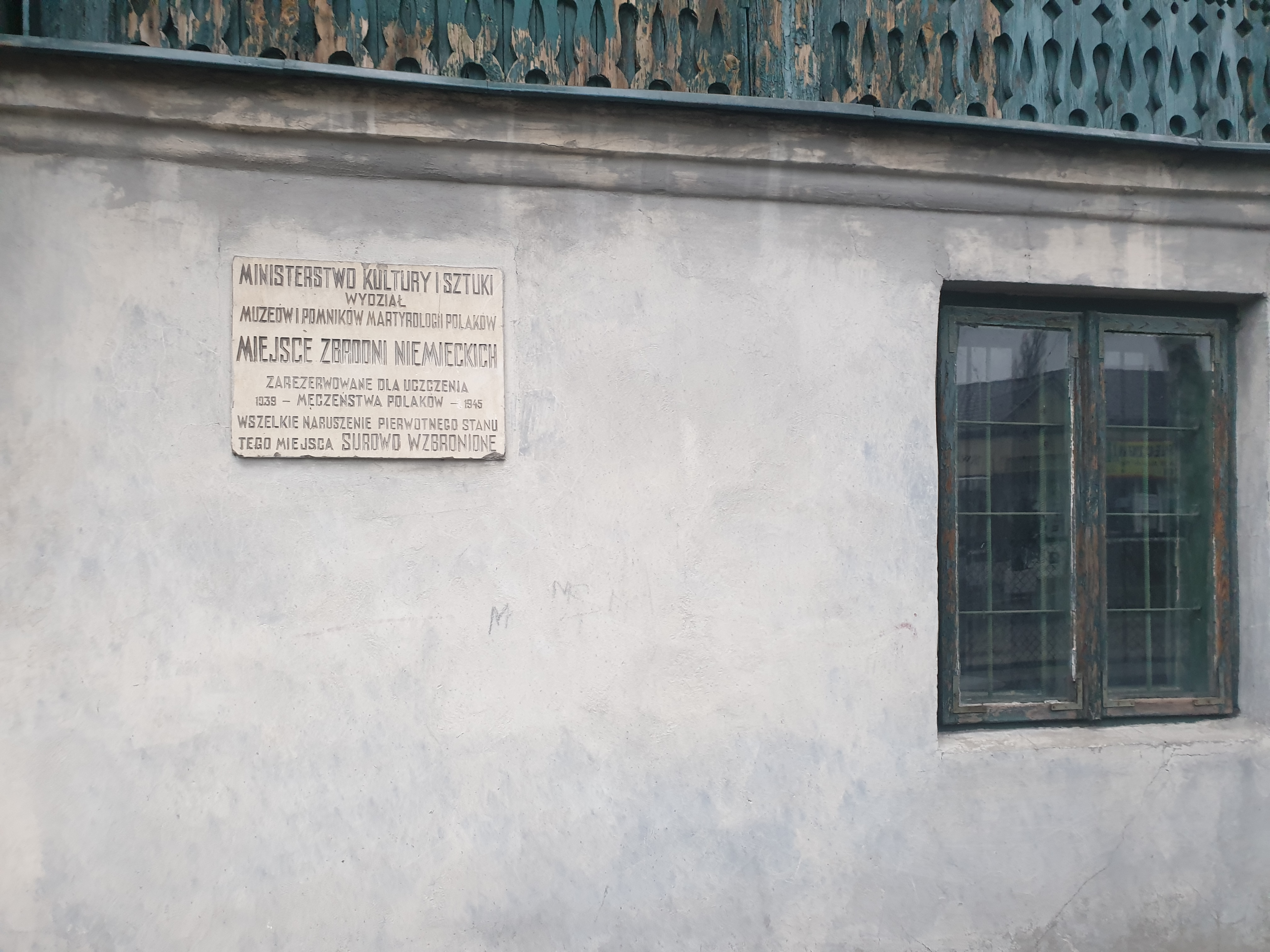
Pamiątkowa tablica na ścianie willi

W latach 1945–1980 w budynku mieścił się m.in.: Komitet Powiatowy Polskiej Partii Robotniczej, Związek Młodzieży Polskiej, pogotowie ratunkowe, izba porodowa oraz biblioteka publiczna. Od 1989 roku zlokalizowana jest w nim Galeria Sztuki „Zielona” oraz Muzeum Ziemi Buskiej. W 1964 roku przed willą umiejscowiono pomnik ku czci pomordowanych mieszkańców ziemi buskiej. 
System więziennictwa na terenie Kreishauptmannschaft Busko jest jednym z przedmiotem badań dr Karoliny Trzeskowskiej-Kubasik w ramach projektu pt. „Terror okupacyjny na ziemiach polskich w latach 1939-1945” zainaugurowanego przez Instytut Pamięci Narodowej. 